# Wiktor Wiktorowitsch Manakow (Radsportler, 1960)
Wiktor Wiktorowitsch Manakow  (russisch Виктор Викторович Манаков; * 28. Juli 1960 in Budogoschtsch; † 12. Mai 2019 in Moskau) war ein sowjetischer Radrennfahrer und Radsporttrainer.
Er startete für den Verein IfK Leningrad. Mehrfach war er sowjetischer Meister in der Mannschaftsverfolgung und im Zweier-Mannschaftsfahren , 1979 wurde er Meister in der Einerverfolgung. 1978 wurde Wiktor Manakow Vize-Weltmeister der Junioren in der Einerverfolgung. Im Jahr darauf errang er gemeinsam mit dem Vierer aus Wassili Erlich, Wladimir Ossokin und Witali Petrakow die WM-Silbermedaille in der Mannschaftsverfolgung. Bei den UCI-Bahn-Weltmeisterschaften 1980 wurde er Vize-Weltmeister im Punktefahren.
1980 wurde Wiktor Manakow (mit Waleri Mowtschan, Ossokin und Petrakow) Olympiasieger in der Mannschaftsverfolgung. Im Jahr darauf errang er eine weitere Silbermedaille in der Mannschaftsverfolgung. 1982 startete er bei der niederländischen Olympia’s Tour und wurde Dritter der Gesamtwertung. Der sowjetische Verband veranstaltete einige Jahrelang  eine nationale Meisterschaft im „Sechs-Tage-Einzelfahren“, die Manakow 1982 wie auch die Meisterschaft im Zweier-Mannschaftsfahren für sich entschied. 1985 gewann er eine Etappe der Österreich-Rundfahrt. 1986 gewann er mit dem Bahn-Vierer bei den Bahn-Weltmeisterschaften Bronze, und 1987 wurde die sowjetische Mannschaft aus Manakow, Wjatscheslaw Jekimow, Alexander Krasnow und Sergei Chmelinin Weltmeister.
1980 wurde Manakow als Verdienter Meister des Sports ausgezeichnet, und nach dem Ende seiner aktiven Karriere arbeitete er als Trainer. Er war verheiratet mit der ehemaligen Radrennfahrerin Jolanta Polikevičiūtė, deren Zwillingsschwester Rasa Polikevičiūtė 2001 Weltmeisterin im Straßenrennen wurde. Das Ehepaar hat einen Sohn, Wiktor Manakow, der seinerseits inzwischen als Radrennfahrer erfolgreich ist.
Im Oktober 2020 wurde in Mga von Wjatscheslaw Jekimow, dem Präsidenten des russischen Radsportverbandes, eine Gedenktafel für ihn enthüllt.